# 康納爾·德懷爾
康納爾·德懷爾（英語：Conor Dwyer；1989年1月10日—）是一位美國游泳運動員。他擅長自由泳和接力泳項目。在2012年奧運會上，他代表美國隊獲得4乘200米自由泳接力項目的金牌。他在2011年和2013年世界游泳錦標賽上獲得金牌。